# Østre Omfartsvej (Bjerringbro)
 For alternative betydninger, se Østre Omfartsvej. (Se også artikler, som begynder med Østre Omfartsvej)
 Østre Omfartsvej er en to sporet omfartsvej der går øst om Bjerringbro. Vejen er en del af sekundærrute 575 der går imellem Lindum og Kongensbro.
Den er med til at lede trafikken der skal mod Viborg, Aarhus og Hobro uden om Bjerringbro, så byen ikke bliver belastet af for meget trafik.
Vejen forbinder Sortehøjvej i nord og Borrevej i syd. og har forbindelse til Nørregade og Poul Due Jensens Vej. 